# Vstupní draft NHL 2010
Vstupní draft NHL 2010 byl 48. vstupním draftem v historii NHL. Konal se 25. a 26. června 2010 ve Staples centru v Los Angeles, v Kalifornii, ve Spojených státech amerických (v domácí aréně Los Angeles Kings). Los Angeles hostilo vstupní draft poprvé.

## Největší naděje
Zdroj: Centrální úřad scoutingu NHL (NHL Central Scouting Bureau) konečné pořadí.
| Pořadí | Severoameričtí bruslaři | Evropští bruslaři       |
| ------ | ----------------------- | ----------------------- |
| 1      | Tyler Seguin (C)        | Mikael Granlund (C, K)  |
| 2      | Taylor Hall (LK)        | Vladimir Tarasenko (PK) |
| 3      | Brett Connolly (PK)     | Jevgenij Kuzněcov (C)   |
| 4      | Erik Gudbranson (O)     | Calle Järnkrok (C)      |
| 5      | Cam Fowler (O)          | Ludvig Rensfeldt (LK)   |
| 6      | Brandon Gormley (O)     | Maxim Kicyn (LK)        |
| 7      | Mark Pysyk (O)          | Oscar Lindberg (C)      |
| 8      | Emerson Etem (PK)       | Tom Kühnhackl (PK)      |
| 9      | Derek Forbort (O)       | Adam Pettersson (C)     |
| 10     | Ryan Johansen (C)       | Martin Marinčin (O)     |

| Pořadí | Severoameričtí brankáři | Evropští brankáři          |
| ------ | ----------------------- | -------------------------- |
| 1      | Calvin Pickard          | Sami Aittokallio           |
| 2      | Jack Campbell           | Fredrik Pettersson-Wentzel |
| 3      | Kent Simpson            | Benjamin Conz              |

## Draftová loterie
Draftová loterie vstupního draftu NHL 2010 byla uskutečněna 13. dubna 2010. 1. místo připadlo již po čtvrté za posledních pět let poslednímu týmu NHL. V tomto případě to byl Edmonton Oilers, který tedy mohl vybírat jako první v každém kole (pokud některou ze svých voleb nevyměnil s jiným týmem).

## Výběry v jednotlivých kolech
† = Hvězdy. Hráči jsou bráni jako hvězdy v případě, že kdykoliv v jejich kariéře byli vybráni do NHL All-Star Game.
Výběr kol draftu:
- 1. kolo
- 2. kolo
- 3. kolo
- 4. kolo
- 5. kolo
- 6. kolo
- 7. kolo

Legenda (hráčova pozice)

C Centr (Střední útočník)   O Obránce   Ú Útočník   B Brankář   LK Levé křídlo   PK Pravé křídlo

### 1. kolo
| Výběr # | Hráč                | Národnost | Pozice | Tým NHL                                        | Z týmu                         | Z ligy                                |
| ------- | ------------------- | --------- | ------ | ---------------------------------------------- | ------------------------------ | ------------------------------------- |
| 1       | Taylor Hall         | Kanada    | LK     | Edmonton Oilers                                | Windsor Spitfires              | Ontario Hockey League                 |
| 2       | Tyler Seguin        | Kanada    | C      | Boston Bruins (Z Toronta)                      | Plymouth Whalers               | Ontario Hockey League                 |
| 3       | Erik Gudbranson     | Kanada    | O      | Florida Panthers                               | Kingston Frontenacs            | Ontario Hockey League                 |
| 4       | Ryan Johansen       | Kanada    | C      | Columbus Blue Jackets                          | Portland Winterhawks           | Western Hockey League                 |
| 5       | Nino Niederreiter   | Švýcarsko | LK     | New York Islanders                             | Portland Winterhawks           | Western Hockey League                 |
| 6       | Brett Connolly      | Kanada    | PK     | Tampa Bay Lightning                            | Prince George Cougars          | Western Hockey League                 |
| 7       | Jeff Skinner        | Kanada    | C      | Carolina Hurricanes                            | Kitchener Rangers              | Ontario Hockey League                 |
| 8       | Alexandr Burmistrov | Rusko     | C      | Atlanta Thrashers                              | Barrie Colts                   | Ontario Hockey League                 |
| 9       | Mikael Granlund     | Finsko    | C      | Minnesota Wild                                 | HIFK                           | SM-Liiga                              |
| 10      | Dylan McIlrath      | Kanada    | O      | New York Rangers                               | Moose Jaw Warriors             | Western Hockey League                 |
| 11      | Jack Campbell       | USA       | B      | Dallas Stars                                   | Americký národní tým do 18 let | United States Hockey League           |
| 12      | Cam Fowler          | USA       | O      | Anaheim Ducks                                  | Windsor Spitfires              | Ontario Hockey League                 |
| 13      | Brandon Gormley     | Kanada    | O      | Phoenix Coyotes (z Calgary)                    | Moncton Wildcats               | Quebec Major Junior Hockey League     |
| 14      | Jaden Schwartz      | Kanada    | C      | St. Louis Blues                                | Tri-City Storm                 | United States Hockey League           |
| 15      | Derek Forbort       | USA       | O      | Los Angeles Kings (z Bostonu přes Floridu)     | Americký národní tým do 18 let | United States Hockey League           |
| 16      | Vladimir Tarasenko  | Rusko     | C      | St. Louis Blues (z Ottawa)                     | HC Sibir Novosibirsk           | Kontinentální Hokejová Liga           |
| 17      | Joey Hishon         | Kanada    | C      | Colorado Avalanche                             | Owen Sound Attack              | Ontario Hockey League                 |
| 18      | Austin Watson       | USA       | PK     | Nashville Predators                            | Peterborough Petes             | Ontario Hockey League                 |
| 19      | Nick Bjugstad       | USA       | C      | Florida Panthers (z Los Angeles)               | Blaine High School             | USA High School-MN                    |
| 20      | Beau Bennett        | USA       | PK     | Pittsburgh Penguins                            | Penticton Vees                 | British Columbia Hockey League        |
| 21      | Riley Sheahan       | Kanada    | C      | Detroit Red Wings                              | University of Notre Dame       | Central Collegiate Hockey Association |
| 22      | Jarred Tinordi      | USA       | O      | Montreal Canadiens (z Phoenixu)                | Americký národní tým do 18 let | United States Hockey League           |
| 23      | Mark Pysyk          | Kanada    | O      | Buffalo Sabres                                 | Edmonton Oil Kings             | Western Hockey League                 |
| 24      | Kevin Hayes         | USA       | PK     | Chicago Blackhawks (z New Jersey přes Atlantu) | Noble a Greenough School       | USA High School-MA                    |
| 25      | Quinton Howden      | Kanada    | LK     | Florida Panthers (z Vancouveru)                | Moose Jaw Warriors             | Western Hockey League                 |
| 26      | Jevgenij Kuzněcov   | Rusko     | C      | Washington Capitals                            | Traktor Čeljabinsk             | Kontinentální hokejová liga           |
| 27      | Mark Visentin       | Kanada    | B      | Phoenix Coyotes (z Montrealu)                  | Niagara Ice Dogs               | Ontario Hockey League                 |
| 28      | Charlie Coyle       | USA       | C/PK   | San Jose Sharks                                | South Shore Kings              | Eastern Junior Hockey League          |
| 29      | Emerson Etem        | USA       | PK     | Anaheim Ducks (z Philadelphie)                 | Medicine Hat Tigers            | Western Hockey League                 |
| 30      | Brock Nelson        | USA       | C      | New York Islanders (z Chicaga)                 | Warroad High School            | USA High School-MN                    |

### 2. kolo
| Výběr # | Hráč                | Národnost | Pozice | Tým NHL                                                     | Z týmu                           | Z ligy                                |
| ------- | ------------------- | --------- | ------ | ----------------------------------------------------------- | -------------------------------- | ------------------------------------- |
| 31      | Tyler Pitlick       | USA       | C      | Edmonton Oilers                                             | Minnesota State University       | Western Collegiate Hockey Association |
| 32      | Jared Knight        | USA       | C      | Boston Bruins (z Toronta přes Montreal, Chicago a Toronto)  | London Knights                   | Ontario Hockey League                 |
| 33      | John McFarland      | Kanada    | C      | Florida Panthers                                            | Sudbury Wolves                   | Ontario Hockey League                 |
| 34      | Dalton Smith        | Kanada    | LK     | Columbus Blue Jackets                                       | Ottawa 67's                      | Ontario Hockey League                 |
| 35      | Ludvig Rensfeldt    | Švédsko   | C      | Chicago Blackhawks (z NY Islanders)                         | Brynäs IF                        | SuperElit do 20 let                   |
| 36      | Alexander Petrovic  | Kanada    | O      | Florida Panthers (z Tampy Bay přes Boston)                  | Red Deer Rebels                  | Western Hockey League                 |
| 37      | Justin Faulk        | USA       | O      | Carolina Hurricanes                                         | Americký národní tým do 18 let   | United States Hockey League           |
| 38      | Jon Merrill         | USA       | O      | New Jersey Devils (z Atlanty)                               | Americký národní tým do 18 let   | United States Hockey League           |
| 39      | Brett Bulmer        | Kanada    | PK     | Minnesota Wild                                              | Kelowna Rockets                  | Western Hockey League                 |
| 40      | Christian Thomas    | Kanada    | PK     | New York Rangers                                            | Oshawa Generals                  | Ontario Hockey League                 |
| 41      | Patrik Nemeth       | Švédsko   | O      | Dallas Stars                                                | AIK                              | SuperElit do 20 let                   |
| 42      | Devante Smith-Pelly | Kanada    | PK     | Anaheim Ducks                                               | Mississauga St. Michael's Majors | Ontario Hockey League                 |
| 43      | Bradley Ross        | Kanada    | LK     | Toronto Maple Leafs (z Calgary přes Chicago)                | Portland Winterhawks             | Western Hockey League                 |
| 44      | Sebastian Wännström | Švédsko   | C      | St. Louis Blues                                             | Brynäs IF                        | SuperElit do 20 let                   |
| 45      | Ryan Spooner        | Kanada    | C      | Boston Bruins                                               | Peterborough Petes               | Ontario Hockey League                 |
| 46      | Martin Marinčin     | Slovensko | O      | Edmonton Oilers (z Ottawy přes Carolinu)                    | HC Košice                        | Slovenská Extraliga                   |
| 47      | Tyler Toffoli       | Kanada    | PK     | Los Angeles Kings (z Colorada)                              | Ottawa 67's                      | Ontario Hockey League                 |
| 48      | Curtis Hamilton     | Kanada    | LK     | Edmonton Oilers (z Nashvillu)                               | Saskatoon Blades                 | Western Hockey League                 |
| 49      | Calvin Pickard      | Kanada    | B      | Colorado Avalanche (z Los Angeles)                          | Seattle Thunderbirds             | Western Hockey League                 |
| 50      | Connor Brickley     | USA       | C      | Florida Panthers (z Pittsburghu)                            | Des Moines Buccaneers            | United States Hockey League           |
| 51      | Calle Järnkrok      | Švédsko   | C      | Detroit Red Wings                                           | Brynäs IF                        | Elitserien                            |
| 52      | Philip Lane         | USA       | PK     | Phoenix Coyotes                                             | Brampton Battalion               | Ontario Hockey League                 |
| 53      | Mark Alt            | USA       | O      | Carolina Hurricanes (z Buffala přes San Jose)               | Cretin-Derham Hall               | USA High School-MN                    |
| 54      | Justin Holl         | USA       | O      | Chicago Blackhawks (z New Jersey přes Atlantu)              | Omaha Lancers                    | United States Hockey League           |
| 55      | Petr Straka         | Česko     | Ú      | Columbus Blue Jackets (z Vancouveru přes Buffalo)           | Rimouski Océanic                 | Quebec Major Junior Hockey League     |
| 56      | Johan Larsson       | Švédsko   | C      | Minnesota Wild (z Washingtonu)                              | Brynäs IF                        | SuperElit do 20 let                   |
| 57      | Oscar Lindberg      | Švédsko   | C      | Phoenix Coyotes (z Montrealu)                               | Skellefteå AIK                   | Elitserien                            |
| 58      | Kent Simpson        | Kanada    | B      | Chicago Blackhawks (ze San Jose přes Ottawu a NY Islanders) | Everett Silvertips               | Western Hockey League                 |
| 59      | Jason Zucker        | USA       | PK     | Minnesota Wild (z Philadelphie přes Los Angeles a Floridu)  | USA do 18 let                    | United States Hockey League           |
| 60      | Stephen Johns       | USA       | O      | Chicago Blackhawks                                          | USA do 18 let                    | United States Hockey League           |

### 3. kolo
| Výběr # | Hráč                  | Národnost | Pozice | Tým NHL                                          | Z týmu                      | Z ligy                            |
| ------- | --------------------- | --------- | ------ | ------------------------------------------------ | --------------------------- | --------------------------------- |
| 61      | Ryan Martindale       | Kanada    | C      | Edmonton Oilers                                  | Ottawa 67's                 | Ontario Hockey League             |
| 62      | Greg McKegg           | Kanada    | C      | Toronto Maple Leafs                              | Erie Otters                 | Ontario Hockey League             |
| 63      | Brock Beukeboom       | Kanada    | O      | Tampa Bay Lightning (z Floridy přes Los Angeles) | Sault Ste. Marie Greyhounds | Ontario Hockey League             |
| 64      | Maxwell Reinhart      | Kanada    | C      | Calgary Flames (z Columbusu)                     | Kootenay Ice                | Western Hockey League             |
| 65      | Kirill Kabanov        | Rusko     | LK     | New York Islanders                               | Moncton Wildcats            | Quebec Major Junior Hockey League |
| 66      | Radko Gudas           | Česko     | O      | Tampa Bay Lightning                              | Everett Silvertips          | Western Hockey League             |
| 67      | Danny Biega           | Kanada    | O      | Carolina Hurricanes                              | Harvard Crimson             | ECAC Hockey                       |
| 68      | Jérôme Gauthier-Leduc | Kanada    | O      | Buffalo Sabres (z Atlanty)                       | Rouyn-Noranda Huskies       | Quebec Major Junior Hockey League |
| 69      | Joe Basaraba          | Kanada    | PK     | Florida Panthers (z Minnesoty)                   | Shattuck-Saint Mary's       | United States High School-MN      |
| 70      | Jordan Weal           | Kanada    | C      | Los Angeles Kings (z NY Rangers)                 | Regina Pats                 | Western Hockey League             |
| 71      | Michaël Bournival     | Kanada    | LK     | Colorado Avalanche (z Dallasu)                   | Shawinigan Cataractes       | Quebec Major Junior Hockey League |
| 72      | Adam Jánošík          | Slovensko | O      | Tampa Bay Lightning (z Anaheimu)                 | Gatineau Olympiques         | Quebec Major Junior Hockey League |
| 73      | Joey Leach            | Kanada    | O      | Calgary Flames                                   | Kootenay Ice                | Western Hockey League             |
| 74      | Max Gardiner          | USA       | C      | St. Louis Blues                                  | Minnetonka High School      | United States High School-MN      |
| 75      | Kevin Sundher         | Kanada    | C      | Buffalo Sabres (z Bostonu)                       | Chilliwack Bruins           | Western Hockey League             |
| 76      | Jakub Culek           | Česko     | LK     | Ottawa Senators                                  | Rimouski Océanic            | Quebec Major Junior Hockey League |
| 77      | Alexander Guptill     | Kanada    | LK     | Dallas Stars (z Colorada)                        | Orangeville Crushers        | Central Canadian Hockey League    |
| 78      | Taylor Aronson        | USA       | O      | Nashville Predators                              | Portland Winterhawks        | Western Hockey League             |
| 79      | Sondre Olden          | Norsko    | K      | Toronto Maple Leafs (z Los Angeles)              | MODO Hockey                 | J20 SuperElit                     |
| 80      | Bryan Rust            | USA       | PK     | Pittsburgh Penguins                              | U.S. National U-18 Team     | United States Hockey League       |
| 81      | Louis-Marc Aubry      | Kanada    | C      | Detroit Red Wings                                | Montreal Junior Hockey Club | Quebec Major Junior Hockey League |
| 82      | Jason Clark           | USA       | LK/C   | New York Islanders (z Phoenixu)                  | Shattuck-St. Mary's         | United States High School-MN      |
| 83      | Matt MacKenzie        | Kanada    | O      | Buffalo Sabres                                   | Calgary Hitmen              | Western Hockey League             |
| 84      | Scott Wedgewood       | Kanada    | B      | New Jersey Devils                                | Plymouth Whalers            | Ontario Hockey League             |
| 85      | Austin Levi           | USA       | O      | Carolina Hurricanes (z Vancouveru)               | Plymouth Whalers            | Ontario Hockey League             |
| 86      | Stanislav Galjev      | Rusko     | PK     | Washington Capitals                              | Saint John Sea Dogs         | Quebec Major Junior Hockey League |
| 87      | Julian Melchiori      | Kanada    | O      | Atlanta Thrashers (z Montrealu)                  | Newmarket Hurricanes        | Central Canadian Hockey League    |
| 88      | Max Gaede             | USA       | PK     | San Jose Sharks                                  | Woodbury High School        | United States High School-MN      |
| 89      | Michael Chaput        | Kanada    | C      | Philadelphia Flyers                              | Lewiston Maineiacs          | Qebec Major Junior Hockey League  |
| 90      | Joakim Nordström      | Švédsko   | C      | Chicago Blackhawks                               | AIK                         | J20 SuperElit                     |

### 4. kolo
| Výběr # | Hráč                      | Národnost | Pozice | Tým NHL                                       | Z týmu                                   | Z ligy                                |
| ------- | ------------------------- | --------- | ------ | --------------------------------------------- | ---------------------------------------- | ------------------------------------- |
| 91      | Jérémie Blain             | Kanada    | O      | Edmonton Oilers                               | Acadie-Bathurst Titan                    | Quebec Major Junior Hockey League     |
| 92      | Sam Brittain              | Kanada    | B      | Florida Panthers (z Toronta)                  | Canmore Eagles                           | Alberta Junior Hockey League          |
| 93      | Benjamin Gallacher        | Kanada    | O      | Florida Panthers                              | Camrose Kodiaks                          | Alberta Junior Hockey League          |
| 94      | Brandon Archibald         | USA       | O      | Columbus Blue Jackets                         | Sault Ste. Marie Greyhounds              | Ontario Hockey League                 |
| 95      | Stephen Silas             | Kanada    | O      | Colorado Avalanche (z NY Islanders)           | Belleville Bulls                         | Ontario Hockey League                 |
| 96      | Geoffrey Schemitsch       | Kanada    | O      | Tampa Bay Lightning                           | Owen Sound Attack                        | Ontario Hockey League                 |
| 97      | Craig Cunningham          | Kanada    | LK     | Boston Bruins (z Caroliny)                    | Vancouver Giants                         | Western Hockey League                 |
| 98      | Steven Shipley            | Kanada    | C      | Buffalo Sabres (z Atlanty)                    | Owen Sound Attack                        | Ontario Hockey League                 |
| 99      | Joonas Donskoi            | Finsko    | PK     | Florida Panthers (z Minnesoty)                | Kärpät Oulu                              | SM-liiga                              |
| 100     | Andrew Yogan              | USA       | C/LK   | New York Rangers                              | Erie Otters                              | Ontario Hockey League                 |
| 101     | Ivan Tělegin              | Rusko     | LK     | Atlanta Thrashers (z Dallasu)                 | Saginaw Spirit                           | Ontario Hockey League                 |
| 102     | Mathieu Corbeil-Theriault | Kanada    | B      | Columbus Blue Jackets (z Anaheimu)            | Halifax Mooseheads                       | Quebec Major Junior Hockey League     |
| 103     | John Ramage               | USA       | O      | Calgary Flames                                | Wisconsin Badgers                        | Western Collegiate Hockey Association |
| 104     | Jani Hakanpaa             | Finsko    | O      | St. Louis Blues                               | Kiekko-Vantaa                            | SM-sarja Jr. B                        |
| 105     | Justin Shugg              | Kanada    | LK     | Carolina Hurricanes (z Bostonu přes Anaheim)  | Windsor Spitfires                        | Ontario Hockey League                 |
| 106     | Marcus Sörensen           | Švédsko   | PK     | Ottawa Senators                               | Södertälje SK                            | SuperElit do 20 let                   |
| 107     | Sami Aittokallio          | Finsko    | B      | Colorado Avalanche                            | Ilves                                    | SM-liiga Jr. A                        |
| 108     | Bill Arnold               | USA       | C      | Calgary Flames (z Nashvillu)                  | Americký hokejová reprezentace do 18 let | United States Hockey League           |
| 109     | Alex Theriau              | Kanada    | O      | Dallas Stars (z Los Angeles přes Colorado)    | Everett Silvertips                       | Western Hockey League                 |
| 110     | Tom Kühnhackl             | Německo   | PK     | Pittsburgh Penguins                           | Landshut Cannibals                       | 2. Bundesliga                         |
| 111     | Teemu Pulkkinen           | Finsko    | LK     | Detroit Red Wings                             | Jokerit                                  | SM-liiga                              |
| 112     | Philipp Grubauer          | Německo   | B      | Washington Capitals (z Phoenixu přes Toronto) | Windsor Spitfires                        | Ontario Hockey League                 |
| 113     | Mark Macmillan            | Kanada    | Ú      | Montreal Canadiens (z Buffala přes Phoenix)   | Alberni Valley Bulldogs                  | British Columbia Hockey League        |
| 114     | Joe Faust                 | USA       | O      | New Jersey Devils                             | Bloomington Jefferson High School        | United States High School-MN          |
| 115     | Patrick McNally           | USA       | O      | Vancouver Canucks                             | Milton Academy                           | United States High School-MA          |
| 116     | Petter Granberg           | Švédsko   | O      | Toronto Maple Leafs (z Washingtonu)           | Skellefteå AIK                           | J20 SuperElit                         |
| 117     | Morgan Ellis              | Kanada    | O      | Montreal Canadiens                            | Cape Breton Screaming Eagles             | Quebec Major Junior Hockey League     |
| 118     | James Mullin              | USA       | C/PK   | Tampa Bay Lightning (ze San Jose)             | Shattuck-Saint Mary's                    | United States High School-MN          |
| 119     | Tye McGinn                | Kanada    | LK     | Philadelphia Flyers                           | Gatineau Olympiques                      | Quebec Major Junior Hockey League     |
| 120     | Rob Flick                 | Kanada    | C      | Chicago Blackhawks                            | Mississauga St. Micheals Majors          | Ontario Hockey League                 |

### 5. kolo
| Výběr # | Hráč                       | Národnost | Pozice | Tým NHL                                     | Z týmu                            | Z ligy                                |
| ------- | -------------------------- | --------- | ------ | ------------------------------------------- | --------------------------------- | ------------------------------------- |
| 121     | Tyler Bunz                 | Kanada    | B      | Edmonton Oilers                             | Medicine Hat Tigers               | Western Hockey League                 |
| 122     | Christopher Wagner         | USA       | PK     | Anaheim Ducks (z Toronta)                   | South Shore Kings                 | Eastern Junior Hockey League          |
| 123     | Zach Hyman                 | Kanada    | C      | Florida Panthers                            | Hamilton Red Wings                | Central Canadian Hockey League        |
| 124     | Austin Madaisky            | Kanada    | O      | Columbus Blue Jackets                       | Kamloops Blazers                  | Western Hockey League                 |
| 125     | Tony DeHart                | USA       | O      | New York Islanders                          | Oshawa Generals                   | Ontario Hockey League                 |
| 126     | Patrick Cehlin             | Švédsko   | PK     | Nashville Predators (z Tampy Bay)           | Djurgårdens IF                    | Elitserien                            |
| 127     | Cody Ferriero              | USA       | C      | San Jose Sharks (z Caroliny)                | The Governor's Academy            | United States High School-MA          |
| 128     | Fredrik Pettersson-Wentzel | Švédsko   | B      | Atlanta Thrashers                           | Almtuna IS                        | HockeyAllsvenskan                     |
| 129     | Freddie Hamilton           | Kanada    | O      | San Jose Sharks (z Minnesoty)               | Niagara IceDogs                   | Ontario Hockey League                 |
| 130     | Jason Wilson               | Kanada    | PK     | New York Rangers                            | Owen Sound Attack                 | Ontario Hockey League                 |
| 131     | John Klingberg             | Švédsko   | O      | Dallas Stars                                | Frölunda HC                       | J20 SuperElit                         |
| 132     | Tim Heed                   | Švédsko   | O      | Anaheim Ducks                               | Södertälje SK                     | Elitserien                            |
| 133     | Mike Ferland               | Kanada    | LK     | Calgary Flames                              | Brandon Wheat Kings               | Western Hockey League                 |
| 134     | Cody Beach                 | Kanada    | PK     | St. Louis Blues                             | Calgary Hitmen                    | Western Hockey League                 |
| 135     | Justin Florek              | USA       | LK     | Boston Bruins                               | Northern Michigan Wildcats        | Central Collegiate Hockey Association |
| 136     | Isaac Macleod              | Kanada    | O      | San Jose Sharks (z Ottawy)                  | Penticton Vees                    | British Columbia Hockey League        |
| 137     | Troy Rutkowski             | Kanada    | O      | Colorado Avalanche                          | Portland Winterhawks              | Western Hockey League                 |
| 138     | Louis Domingue             | Kanada    | B      | Phoenix Coyotes (z Nashvillu přes Carolinu) | Quebec Ramparts                   | Quebec Major Junior Hockey League     |
| 139     | Luke Walker                | USA       | PK     | Colorado Avalanche (z Los Angeles)          | Portland Winterhawks              | Western Hockey League                 |
| 140     | Kenneth Agostino           | USA       | LK     | Pittsburgh Penguins                         | Delbarton School                  | United States High School-NJ          |
| 141     | Petr Mrázek                | Česko     | B      | Detroit Red Wings                           | Ottawa 67's                       | Ontario Hockey League                 |
| 142     | Caleb Herbert              | USA       | C      | Washington Capitals (z Phoenixu)            | Bloomington Jefferson High School | United States High School-MN          |
| 143     | Gregg Sutch                | Kanada    | PK     | Buffalo Sabres                              | Mississauga St. Michael's Majors  | Ontario Hockey League                 |
| 144     | Sam Carrick                | Kanada    | PK     | Toronto Maple Leafs (z New Jersey)          | Brampton Battalion                | Ontario Hockey League                 |
| 145     | Adam Polášek               | Česko     | O      | Vancouver Canucks                           | P.E.I. Rocket                     | Quebec Major Junior Hockey League     |
| 146     | Daniel Brodin              | Švédsko   | K      | Toronto Maple Leafs                         | Djurgårdens IF                    | Elitserien                            |
| 147     | Brendan Gallagher          | Kanada    | PK     | Montreal Canadiens                          | Vancouver Giants                  | Western Hockey League                 |
| 148     | Kevin Gravel               | USA       | O      | Los Angeles Kings (ze San Jose)             | Sioux City Musketeers             | United States Hockey League           |
| 149     | Michael Parks              | USA       | Ú      | Philadelphia Flyers                         | Cedar Rapids RoughRiders          | United States Hockey League           |
| 150     | Yasin Cisse                | Kanada    | PK     | Atlanta Thrashers (z Chicaga)               | Des Moines Buccaneers             | United States Hockey League           |

### 6. kolo
| Výběr # | Hráč                | Národnost | Pozice | Tým NHL                                            | Z týmu                    | Z ligy                            |
| ------- | ------------------- | --------- | ------ | -------------------------------------------------- | ------------------------- | --------------------------------- |
| 151     | Mirko Höfflin       | Německo   | C      | Chicago Blackhawks (z Edmontonu)                   | Adler Mannheim            | Německo Jr.                       |
| 152     | Joe Rogalski        | USA       | O      | Pittsburgh Penguins (z Toronta)                    | Sarnia Sting              | Ontario Hockey League             |
| 153     | Corey Durocher      | Kanada    | C      | Florida Panthers                                   | Kingston Frontenacs       | Ontario Hockey League             |
| 154     | Dalton Prout        | Kanada    | O      | Columbus Blue Jackets                              | Barrie Colts              | Ontario Hockey League             |
| 155     | Kendall McFaull     | Kanada    | O      | Atlanta Thrashers (z NY Islanders)                 | Moose Jaw Warriors        | Western Hockey League             |
| 156     | Brendan O'Donnell   | Kanada    | C      | Tampa Bay Lightning                                | Winnipeg South Blues      | Manitoba Junior Hockey League     |
| 157     | Jesper Fasth        | Švédsko   | PK     | New York Rangers (z Caroliny)                      | HV71                      | SuperElit do 20 let               |
| 158     | Maxim Kicyn         | Rusko     | LK     | Los Angeles Kings (z Atlanty)                      | Metallurg Novokuzněck     | Kontinentální Hokejová Liga       |
| 159     | Johan Gustafsson    | Švédsko   | B      | Minnesota Wild                                     | Färjestads BK             | Elitserien                        |
| 160     | Tanner Lane         | USA       | C      | Atlanta Thrashers (z NY Rangers přes NY Islanders) | Detroit Lakes High School | United States High School-MN      |
| 161     | Andreas Dahlström   | Švédsko   | C      | Anaheim Ducks (z Dallasu)                          | AIK                       | HockeyAllsvenskan                 |
| 162     | Brandon Davidson    | Kanada    | O      | Edmonton Oilers (z Anaheimu)                       | Regina Pats               | Western Hockey League             |
| 163     | Konrad Abeltshauser | Německo   | O      | San Jose Sharks (z Calgary)                        | Halifax Mooseheads        | Quebec Major Junior Hockey League |
| 164     | Stephen MacAulay    | Kanada    | LK     | St. Louis Blues                                    | Saint John Sea Dogs       | Quebec Major Junior Hockey League |
| 165     | Zane Gothberg       | USA       | B      | Boston Bruins                                      | Lincoln High School       | United States High School-MN      |
| 166     | Drew Czerwonka      | Kanada    | LK     | Edmonton Oilers (z Ottawy)                         | Kootenay Ice              | Western Hockey League             |
| 167     | Tyler Stahl         | Kanada    | O      | Carolina Hurricanes (z Colorada)                   | Chilliwack Bruins         | Western Hockey League             |
| 168     | Anthony Bitetto     | USA       | O      | Nashville Predators                                | Indiana Ice               | United States Hockey League       |
| 169     | Sebastian Owuya     | Švédsko   | O      | Atlanta Thrashers (z Los Angeles)                  | Timrå IK                  | J20 SuperElit                     |
| 170     | Reid McNeill        | Kanada    | O      | Pittsburgh Penguins                                | London Knights            | Ontario Hockey League             |
| 171     | Brooks Macek        | Kanada    | C      | Detroit Red Wings                                  | Tri-City Americans        | Western Hockey League             |
| 172     | Alex Friesen        | Kanada    | C      | Vancouver Canucks (z Phoenixu)                     | Niagara IceDogs           | Ontario Hockey League             |
| 173     | Cédrick Henley      | Kanada    | LK     | Buffalo Sabres                                     | Val-d'Or Foreurs          | Quebec Major Junior Hockey League |
| 174     | Maxime Clermont     | Kanada    | B      | New Jersey Devils                                  | Gatineau Olympiques       | Quebec Major Junior Hockey League |
| 175     | Jonathan Iilahti    | Finsko    | B      | Vancouver Canucks                                  | Espoo Blues               | SM-liiga Jr. A                    |
| 176     | Samuel Carrier      | Kanada    | PK     | Washington Capitals                                | Lewiston Maineiacs        | Quebec Major Junior Hockey League |
| 177     | Kevin Lind          | USA       | O      | Anaheim Ducks (z Montrealu přes Pittsburgh)        | Chicago Steel             | United States Hockey League       |
| 178     | Mark Stone          | Kanada    | PK     | Ottawa Senators (ze San Jose)                      | Brandon Wheat Kings       | Western Hockey League             |
| 179     | Nicholas Luukko     | USA       | O      | Philadelphia Flyers                                | The Gunnery               | United States High School-CT      |
| 180     | Nick Mattson        | USA       | O      | Chicago Blackhawks                                 | Indiana Ice               | United States Hockey League       |

### 7. kolo
| Výběr # | Hráč               | Národnost | Pozice | Tým NHL                                          | Z týmu                                   | Z ligy                                |
| ------- | ------------------ | --------- | ------ | ------------------------------------------------ | ---------------------------------------- | ------------------------------------- |
| 181     | Kristians Pelss    | Lotyšsko  | Ú      | Edmonton Oilers                                  | Dinamo Riga                              | Bělorusko Jr.                         |
| 182     | Josh Nicholls      | Kanada    | PK     | Toronto Maple Leafs                              | Saskatoon Blades                         | Western Hockey League                 |
| 183     | Ronald Boyd        | USA       | O      | Florida Panthers                                 | Cushing Academy                          | United States High School-MA          |
| 184     | Martin Ouellette   | Kanada    | B      | Columbus Blue Jackets                            | Kimball Union Academy                    | United States High School-NH          |
| 185     | Cody Rosen         | Kanada    | B      | New York Islanders                               | Clarkson Golden Knights                  | ECAC Hockey                           |
| 186     | Teigan Zahn        | Kanada    | O      | Tampa Bay Lightning                              | Saskatoon Blades                         | Western Hockey League                 |
| 187     | Frederik Andersen  | Dánsko    | B      | Carolina Hurricanes                              | Frederikshavn White Hawks                | AL-Bank Ligaen                        |
| 188     | Lee Moffie         | USA       | O      | San Jose Sharks (from Atlanta)1                  | Michigan Wolverines                      | Central Collegiate Hockey Association |
| 189     | Dylan McKinlay     | Kanada    | PK     | Minnesota Wild                                   | Chilliwack Bruins                        | Western Hockey League                 |
| 190     | Randy McNaught     | Kanada    | Ú      | New York Rangers                                 | Saskatoon Blades                         | Western Hockey League                 |
| 191     | Macmillian Carruth | USA       | B      | Chicago Blackhawks (z Dallasu)                   | Portland Winterhawks                     | Western Hockey League                 |
| 192     | Brett Perlini      | Kanada    | PK     | Anaheim Ducks                                    | Michigan State Spartans                  | Central Collegiate Hockey Association |
| 193     | Patrick Holland    | Kanada    | PK     | Calgary Flames                                   | Tri-City Americans                       | Western Hockey League                 |
| 194     | David Elsner       | Německo   | Ú      | Nashville Predators (ze St. Louis)               | Landshut Cannibals                       | 2nd Bundesliga                        |
| 195     | Maxim Chudinov     | Rusko     | O      | Boston Bruins                                    | Severstal Čerepovec                      | Kontinentální Hokejová Liga           |
| 196     | Bryce Aneloski     | USA       | O      | Ottawa Senators                                  | Cedar Rapids RoughRiders                 | United States Hockey League           |
| 197     | Luke Moffatt       | USA       | C      | Colorado Avalanche                               | Americká hokejová reprezentace do 18 let | United States Hockey League           |
| 198     | Joonas Rask        | Finsko    | C      | Nashville Predators                              | Ilves                                    | SM-liiga                              |
| 199     | Peter Stoykewych   | Kanada    | O      | Atlanta Thrashers (z Los Angeles)                | Winnipeg South Blues                     | Manitoba Junior Hockey League         |
| 200     | Chris Crane        | USA       | PK     | San Jose Sharks (z Pittsburgh)                   | Green Bay Gamblers                       | United States Hockey League           |
| 201     | Benjamin Marshall  | USA       | O      | Detroit Red Wings                                | Mahtomedi Senior High School             | United States High School-MN          |
| 202     | Kellen Jones       | Kanada    | Ú      | Edmonton Oilers (z Phoenixu přes Toronto)        | Vernon Vipers                            | British Columbia Hockey League        |
| 203     | Christian Isackson | USA       | PK     | Buffalo Sabres                                   | Saint Thomas Academy                     | United States High School-MN          |
| 204     | Mauro Jörg         | Švýcarsko | LK     | New Jersey Devils                                | HC Lugano                                | National League A                     |
| 205     | Sawyer Hannay      | Kanada    | O      | Vancouver Canucks                                | Halifax Mooseheads                       | Quebec Major Junior Hockey League     |
| 206     | Ricard Blidstrand  | Švédsko   | O      | Philadelphia Flyers (z Caroliny přes Washington) | AIK                                      | SuperElit do 20 let                   |
| 207     | John Westin        | Švédsko   | LK     | Montreal Canadiens                               | MODO Hockey                              | SuperElit do 20 let                   |
| 208     | Riley Boychuk      | Kanada    | LK     | Buffalo Sabres (ze San Jose)                     | Portland Winterhawks                     | Western Hockey League                 |
| 209     | Brendan Ranford    | Kanada    | LK     | Philadelphia Flyers                              | Kamloops Blazers                         | Western Hockey League                 |
| 210     | Zach Trotman       | USA       | O      | Boston Bruins (z Chicaga)                        | Lake Superior State Lakers               | Central Collegiate Hockey Association |

## Počet draftů podle národností
| Pořadí | Stát            | Počet hráčů | Podíl v % |
|        | Severní Amerika | 158         | 75.2%     |
| ------ | --------------- | ----------- | --------- |
| 1      | Kanada          | 99          | 47.1%     |
| 2      | USA             | 59          | 28.1%     |
|        | Evropa          | 52          | 24.8%     |
| 3      | Švédsko         | 20          | 9.5%      |
| 4      | Rusko           | 8           | 3.8%      |
| 5      | Finsko          | 7           | 3.3%      |
| 6      | Česko           | 5           | 2.4%      |
| 6      | Německo         | 5           | 2.4%      |
| 8      | Slovensko       | 2           | 1.0%      |
| 8      | Švýcarsko       | 2           | 1.0%      |
| 10     | Dánsko          | 1           | 0.5%      |
| 10     | Lotyšsko        | 1           | 0.5%      |
| 10     | Norsko          | 1           | 0.5%      |